# Grzybnica (dopływ Łarpi)
Grzybnica (do 1945 niem. Kriekland Bach) – strumień o długości 5,5 km mający źródła na Płaskowzgórzu Przęsocińskim na Wzgórzach Warszewskich w Przęsocinie (gmina Police).
Płynie przez wieś Przęsocin i Puszczę Wkrzańską, tworząc zachodnią granicę Parku Leśnego Mścięcino w Szczecinie. Na tym odcinku wyznaczona jest granica administracyjna między miastem Szczecin a wiejską częścią gminy Police i miastem Police. W ostatnim odcinku znosi wody ze Wzgórz Warszewskich na Równinę Policką, na teren miasta Police (w rejonie południowej granicy miasta), gdzie płynie podziemnym kanałem na wschód do osiedla Mścięcino, a tam uchodzi do odnogi Odry – Łarpi. W Policach uchodzi do Grzybnicy struga Siedliczanka.
W Parku Leśnym Mścięcino strumień płynie w malowniczej dolinie na Wzgórzach Warszewskich w Puszczy Wkrzańskiej.